# Wykeham Cornwallis, II barone Cornwallis
Wykeham Stanley Cornwallis, II barone Cornwallis (Linton, 4 marzo 1892 – Fordcombe, 4 gennaio 1982) è stato un ufficiale inglese.

## Biografia
Era il secondogenito di Fiennes Cornwallis, I barone Cornwallis, e di sua moglie, Mabel Leigh. Studiò a Eton College e al Royal Military Academy Sandhurst.

## Carriera
Durante la prima guerra mondiale prestò servizio nella Royal Scots Greys in Francia e nelle Fiandre. Fu promosso a colonnello del Thames and Medway Heavy Regiment Royal Artillery. Egli succedette al padre nella baronia nel 1935 ed è stato Presidente del Kent County Council (1935-1936).

## Matrimoni

### Primo Matrimonio
Sposò, il 30 gennaio 1917, Cecily Etha Mary Walker (1894-10 ottobre 1943), figlia di Sir James Walker, III Baronetto. Ebbero due figli:
- Lady Rosamond Patricia Susan Anne Cornwallis (15 maggio 1918-3 settembre 1960);
- Fiennes Cornwallis, III barone Cornwallis (29 giugno 1921-5 marzo 2010).

### Secondo Matrimonio
Sposò, il 26 febbraio 1948, Esme Ethel Alice de Beaumont (?-5 giugno 1969), figlia del capitano Montmorency de Beaumont. Non ebbero figli.

## Morte
Morì il 4 gennaio 1982.